# Cantilever (Mikroskop)
Als Cantilever wird die Messnadel von Rasterkraftmikroskopen (AFM) bezeichnet. Diese besteht typischerweise aus einer ca. 3,4 mm langen und 1,6 mm breiten Substratfläche, an der sich eine durch Ätztechnik hergestellte Biegefeder von 100 bis 300 µm Länge, 20 bis 80 µm Breite und 1 bis 3 µm Dicke befindet. Die große Fläche dient dabei zum Einspannen in den AFM-Messkopf sowie als Reflexionsfläche, um beispielsweise das Licht eines Laser zu reflektieren, um Bewegungsänderungen detektieren zu können. Hierzu wird üblicherweise eine Metallschicht auf die Fläche als Reflexionsschicht aufgedampft (Bimetall). Als Ausgangsmaterial zur Herstellung werden üblicherweise Silizium-Wafer verwendet, wie sie aus der Halbleiterindustrie bekannt sind. Neben Silizium dient auch das sehr harte Siliziumnitrid (Si3N4) als Material für Cantilever.
|  |  |  |

Die eigentliche Messnadel hat an ihrem vordersten Ende den so genannten Tip – eine Spitze, die idealerweise auf eine Breite von nur wenigen Atomen zuläuft. Die Spitzenradien betragen bei gewöhnlichen Spitzen 10 nm bis 15 nm, bei besonders scharfen Spitzen 5 nm und weniger. Cantilever werden – bedingt durch ihre Geometrie – mit einer Resonanzfrequenz von wenigen Kilohertz (kHz) bis hin zu 300 kHz und Federkonstanten zwischen 0,01 N/m und mehreren hundert N/m hergestellt.
Für einzelne Messmodi, die unter dem Begriff Rasterkraftmikroskop genauer beschrieben sind, kann es z. B. nötig sein, dass der Cantilever elektrisch leitend ist. Zu diesem Zweck werden mit Platin oder Gold besputterte oder bedampfte Messnadeln angeboten. Weiterhin gibt es auch AFM-Tips mit magnetisierbaren Oberflächen, auf die ferromagnetische Substanzen aufgebracht sind. Die dabei verwendeten Schichten sind nur wenige 10 nm dick, um nicht den Spitzenradius und damit letztlich die Auflösung des Geräts zu verschlechtern. Teilweise wird auch die Rückseite mit Aluminium oder Gold bedampft, damit sie den Laserstrahl besser reflektiert, mit dem ihre Auslenkung vom AFM detektiert wird.
Alternativ zur einfachen Balkenform gibt es auch noch Cantilever, die dreiecksförmig von einem breiten Teil am Substrat nach vorne hin spitz zulaufen. Diese haben eine höhere Steifigkeit gegen Torsionskräfte, die bedingt durch die waagerechte Scanbewegung des AFMs auftreten und meist als Störung empfunden werden.